# Ciclismo nos Jogos Olímpicos de Verão de 2020 - Cross-country feminino
A prova do cross-country feminino do ciclismo nos Jogos Olímpicos de Verão de 2020 ocorreu no dia 27 de julho de 2021 no Centro de Mountain Bike de Izu, em Izu, Shizuoka. Um total de 38 ciclistas de 29 Comitês Olímpicos Nacionais (CON) participaram do evento.
Terminou com as três medalhas conquistadas pelas ciclistas suíças (Jolanda Neff, Sina Frei e Linda Indergand), sendo a primeira vez que um único país conquistou todas as medalhas num mesmo evento na história do ciclismo olímpico.

## Qualificação
Cada Comitê Olímpico Nacional poderia inscrever até três ciclistas qualificados no cross-country. As vagas foram atribuídas ao CON, que seleciona as ciclistas. A qualificação se deu principalmente por meio do ranking de nações da UCI, com 30 das 38 vagas disponíveis por meio desse caminho. Os dois primeiros CONs no ranking garantiram três vagas. Os CONs classificados do terceiro ao sétimo lugar ganharam duas vagas e os CONs classificados entre oitavo e 21º ganharam uma vaga.
O segundo caminho para a qualificação foram através dos torneios continentais da África, Américas e Ásia; o melhor CON de cada torneio (que ainda não havia conquistado uma vaga) recebeu a classificação. O terceiro caminho foi pelo Campeonato Mundial de Ciclismo de Montanha de 2019, com os dois primeiros CONs ainda sem uma vaga na categoria Elite ganhando um lugar, além dos dois primeiros CONs na categoria sub-23 (inclusive por meio da categoria elite). Foi reservado um lugar para o país anfitrião, que seria realocado através do ranking da UCI caso o Japão se classificasse por algumas das outras vias.

## Formato
A competição é disputada em uma corrida em massa de cinco voltas, com uma fase única já valendo pela disputa de medalhas. O percurso de mountain bike tem 4,1 quilômetros (2,5 milhas) de extensão, com mudanças repentinas na elevação, trilhas estreitas de terra e seções rochosas. A altura vertical é de 150 metros (490 pés). Ciclistas com tempos 80% mais lentos do que o líder na primeira volta são eliminados.

## Calendário
Horário local (UTC+9)
| Dia         | Horário | Fase  |
| ----------- | ------- | ----- |
| 27 de julho | 15:00   | Final |

## Medalhistas
| Ouro   | SUI Jolanda Neff    |
| Prata  | SUI Sina Frei       |
| Bronze | SUI Linda Indergand |

## Resultados
A prova foi disputada em 26 de julho de 2021, às 15:00 locais.
| Pos.              | Bib | Ciclista               | CON                 | Tempo   | Dif.      |
| ----------------- | --- | ---------------------- | ------------------- | ------- | --------- |
| Medalha de ouro   | 4   | Jolanda Neff           | SUI Suíça           | 1:15:46 |           |
| Medalha de prata  | 7   | Sina Frei              | SUI Suíça           | 1:16:57 | + 1:11    |
| Medalha de bronze | 19  | Linda Indergand        | SUI Suíça           | 1:17:05 | + 1:19    |
| 4                 | 33  | Kata Blanka Vas        | HUN Hungria         | 1:17:55 | + 2:09    |
| 5                 | 3   | Anne Terpstra          | NED Países Baixos   | 1:18:21 | + 2:35    |
| 6                 | 5   | Loana Lecomte          | FRA França          | 1:18:43 | + 2:57    |
| 7                 | 14  | Evie Richards          | GBR Grã-Bretanha    | 1:19:09 | + 3:23    |
| 8                 | 9   | Yana Belomoyna         | UKR Ucrânia         | 1:19:40 | + 3:54    |
| 9                 | 15  | Haley Batten           | USA Estados Unidos  | 1:20:13 | + 4:27    |
| 10                | 1   | Pauline Ferrand-Prévot | FRA França          | 1:20:18 | + 4:32    |
| 11                | 12  | Anne Tauber            | NED Países Baixos   | 1:20:18 | + 4:32    |
| 12                | 30  | Malene Degn            | DEN Dinamarca       | 1:20:34 | + 4:48    |
| 13                | 27  | Caroline Bohé          | DEN Dinamarca       | 1:20:57 | + 5:11    |
| 14                | 11  | Jenny Rissveds         | SWE Suécia          | 1:21:28 | + 5:42    |
| 15                | 6   | Kate Courtney          | USA Estados Unidos  | 1:22:19 | + 6:33    |
| 16                | 17  | Daniela Campuzano      | MEX México          | 1:22:50 | + 7:04    |
| 17                | 10  | Janika Lõiv            | EST Estônia         | 1:23:17 | + 7:31    |
| 18                | 20  | Catharine Pendrel      | CAN Canadá          | 1:23:47 | + 8:01    |
| 19                | 25  | Ronja Eibl             | GER Alemanha        | 1:23:59 | + 8:13    |
| 20                | 21  | Maja Włoszczowska      | POL Polônia         | 1:24:25 | + 8:39    |
| 21                | 23  | Tanja Žakelj           | SLO Eslovênia       | 1:24:38 | + 8:52    |
| 22                | 22  | Jitka Čábelická        | CZE República Checa | 1:25:00 | + 9:14    |
| 23                | 31  | Sofía Gómez Villafañe  | ARG Argentina       | 1:25:13 | + 9:27    |
| 24                | 28  | Candice Lill           | RSA África do Sul   | 1:26:20 | + 10:34   |
| 25                | 8   | Eva Lechner            | ITA Itália          | 1:26:26 | + 10:40   |
| 26                | 18  | Rocío del Alba García  | ESP Espanha         | 1:26:32 | + 10:46   |
| 27                | 34  | Raquel Queirós         | POR Portugal        | 1:27:46 | + 12:00   |
| 28                | 2   | Rebecca McConnell      | AUS Austrália       | 1:30:29 | + 14:43   |
| 29                | 29  | Haley Smith            | CAN Canadá          | —       | -1 volta  |
| 30                | 36  | Viktoria Kirsanova     | ROC                 | —       | -1 volta  |
| 31                | 24  | Erin Huck              | USA Estados Unidos  | —       | -1 volta  |
| 32                | 26  | Elisabeth Brandau      | GER Alemanha        | —       | -1 volta  |
| 33                | 13  | Githa Michiels         | BEL Bélgica         | —       | -2 voltas |
| 34                | 38  | Yao Bianwa             | CHN China           | —       | -2 voltas |
| 35                | 32  | Jaqueline Mourão       | BRA Brasil          | —       | -2 voltas |
| 36                | 37  | Michelle Vorster       | NAM Namíbia         | —       | -3 voltas |
| 37                | 35  | Miho Imai              | JPN Japão           | —       | -3 voltas |
| —                 | 16  | Laura Stigger          | AUT Áustria         | DNF     | DNF       |